# چشم‌سفید بزرگ
چشم‌سفید بزرگ (نام علمی: Megazosterops palauensis) نام یک گونه از تیره چشم‌سفید است.